# 敦賀駅前商店街

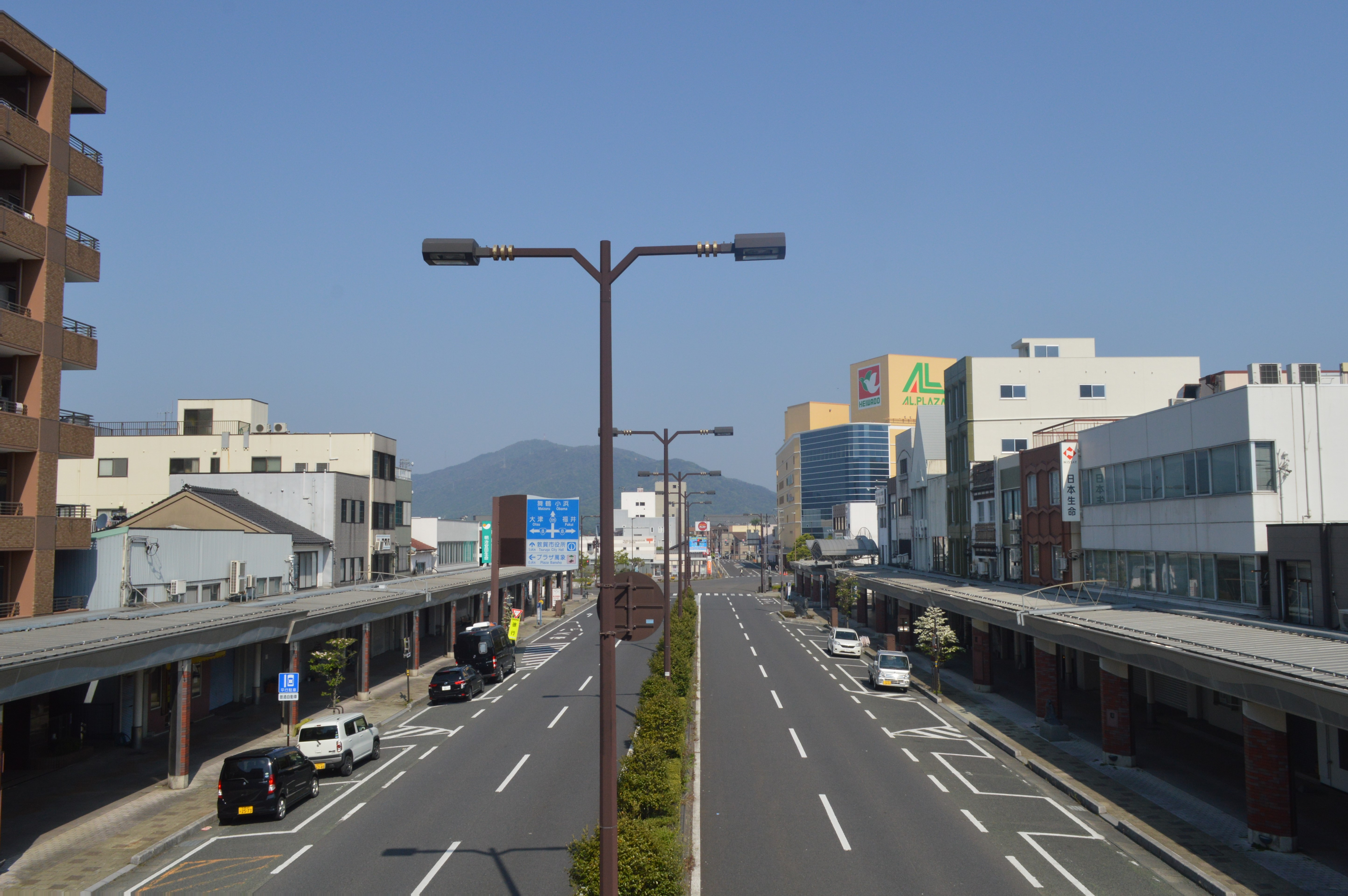
敦賀駅前商店街（2020年5月）

敦賀駅前商店街（つるがえきまえしょうてんがい）とは、福井県敦賀市にあるアーケード商店街である。

## 構成
敦賀駅前商店街は、下記の5つによって構成される各商店街の総称である。ここでは、敦賀駅から順に各商店街について解説する。

### 敦賀駅前商店街
敦賀駅から白銀（）交差点を通り、福井銀行敦賀支店まで続くL字状のアーケード街。
- 「駅前通り」と呼ばれる。
  - バス停やタクシー乗り場のある駅前ロータリー内は市道に属する。
  - 駅前ロータリー交差点から白銀交差点は福井県道13号敦賀停車場線に属する。
  - 白銀交差点から福井銀行敦賀支店は国道8号（現道）に属する。
  - 白銀交差点の角には、アル・プラザ敦賀がある[注 2][3]。

### 本町二丁目商店街
福井テレビ嶺南支社から本町交差点まで続くI字状のアーケード街。
- 「本町通り」と呼ばれる[5]。全区間が国道8号（現道）に属する。
  - 本町一丁目商店街を足す場合は「本町商店街」と呼ばれることもある。
  - 本町交差点の角（白銀交差点寄り）には、海陸観光（敦賀海陸運輸の旅行代理店[注 3]）がある[注 2][6]。

### 本町一丁目商店街
本町交差点から気比神宮交差点まで続くI字状のアーケード街。
- 「本町通り」と呼ばれる[5]。全区間が国道8号（現道）に属する。
  - 本町二丁目商店街を足す場合は「本町商店街」と呼ばれることもある。
  - かつてはこの商店街に「本町横断歩道橋」という歩道橋があったが、歩道拡幅事業（後述）により撤去された[新聞 1]。

### 神楽町一丁目商店街
気比神宮交差点から神楽広場まで続くI字状のアーケード街。
- 「神楽通り」と呼ばれる[5]。
  - この商店街は国道や福井県道に属していない。

### 相生商店街
敦賀商工会議所のある交差点から博物館通り手前まで続くI字状のアーケード街。
- 「相生通り」と呼ばれる[5]。
  - この商店街も国道や福井県道に属していない。

## 歓楽街
本町一丁目商店街の脇道（東方向）にスナック街があり、スナック・バー・居酒屋が建ち並ぶ。

## 周辺

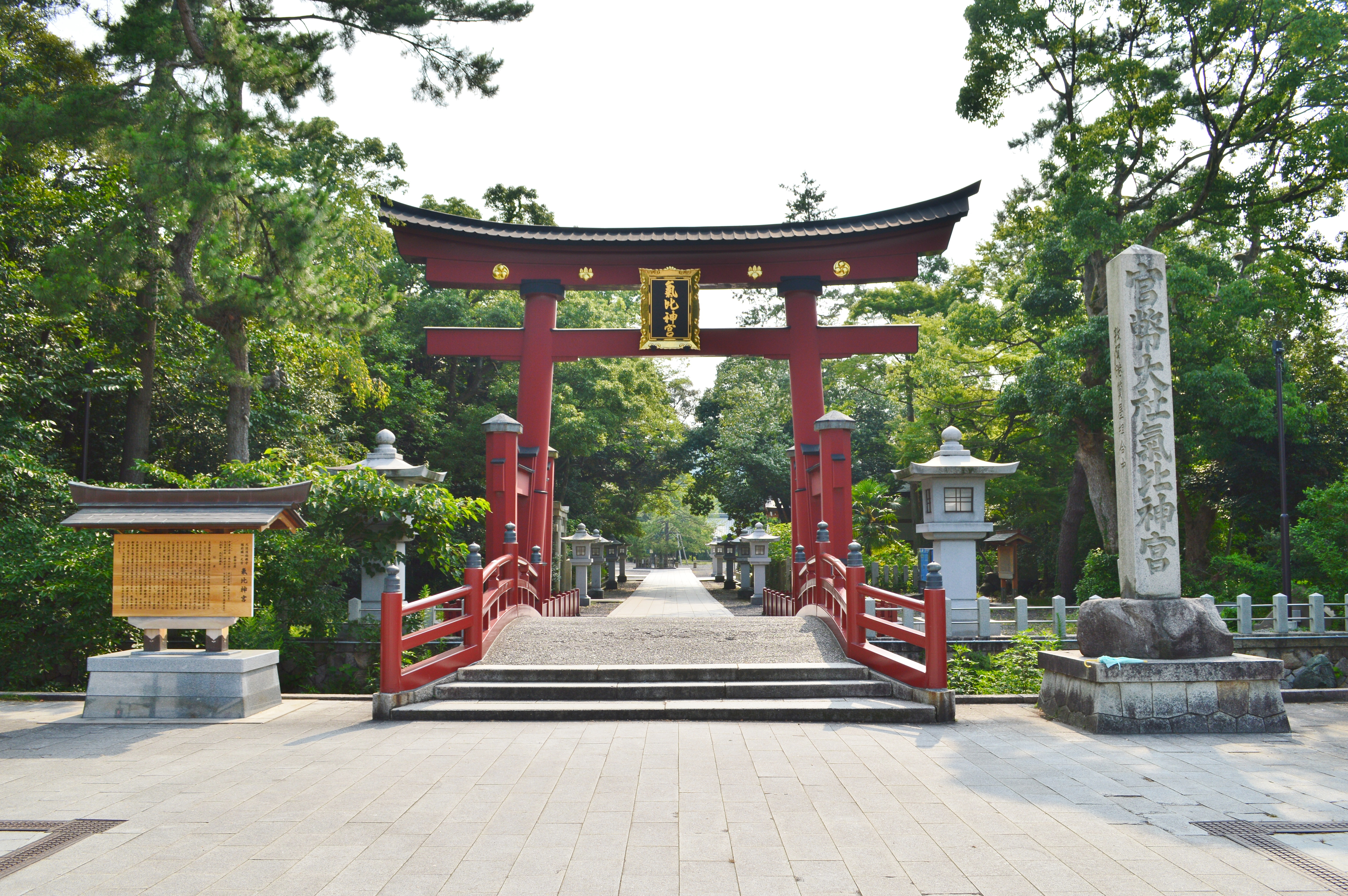
氣比神宮 大鳥居（2019年8月）

観光地となっており、商店街付近には下記の各施設がある。なお、気比松原は気比神宮交差点から西へ2.5 kmである。
- 氣比神宮
- キッズパークつるが（アクアトム）[8]
- 敦賀港
- 旧敦賀港駅舎
- 金ヶ崎緑地
- 敦賀赤レンガ倉庫
- 人道の港 敦賀ムゼウム
- 敦賀水産卸売市場[9]
- 敦賀市立博物館（旧大和田銀行本店）
- みなとつるが山車会館

## アクセス
- 北陸本線・北陸新幹線・小浜線・ハピラインふくい線 敦賀駅から徒歩すぐ。  - （※上記は駅前商店街へのアクセス。他の商店街へは徒歩またはバス（福鉄バスまたは敦賀市コミュニティバス）での移動を要する）

## 本町通りの2車線化
敦賀バイパス（国道8号）の完成によって交通量が減少した、本町（）商店街の全区間（全長845 m）とその先の元町（）交差点（※気比神宮交差点 - 元町交差点を含むため、全長900 mとなる）までを4車線から2車線に減らして歩道を拡幅する事業が国土交通省近畿地方整備局福井河川国道事務所によって計画された。
これは敦賀駅から気比神宮と敦賀港周辺へ向かうエリアの活性化を目的としたものである。なお、この事業範囲内のうち、本町2丁目交差点と白銀交差点は歩行者・自転車が関係する事故が多く、死傷事故率はこの当時、福井県内でワースト1位を記録したため、その対策が求められていた。

### 事業の歴史
- 2005年（平成17年）
  - 福井河川国道事務所を主体とした委員会とワークショップが2007年（平成19年）までの3年間に計9回開かれる[関連文献 3]。
- 2008年（平成20年）
  - 敦賀市が主体となってワークショップを開催して委員会へ提案を行うが、地元住民からの同意を得ることはできなかった[関連文献 3]。
- 2019年（令和元年）
  - 9月8日：着工式が行われる[関連文献 3]。
- 2020年（令和2年）
  - 5月22日：午前2時から「本町横断歩道橋」の撤去を実施[新聞 1]。
  - 10月3日：工事が完了し、完成式典が行われる[新聞 3]（※工事の完了は予定よりも1ヵ月遅れた[新聞 4]）。
- 2022年（令和4年）
  - 4月1日：国から歩行者利便増進道路（通称・ほこみち）に指定される[10][新聞 5]。ちなみに、福井県内を含む近畿地方整備局管内の直轄国道が「ほこみち」に指定されたのはこれが初めてである[新聞 5]。

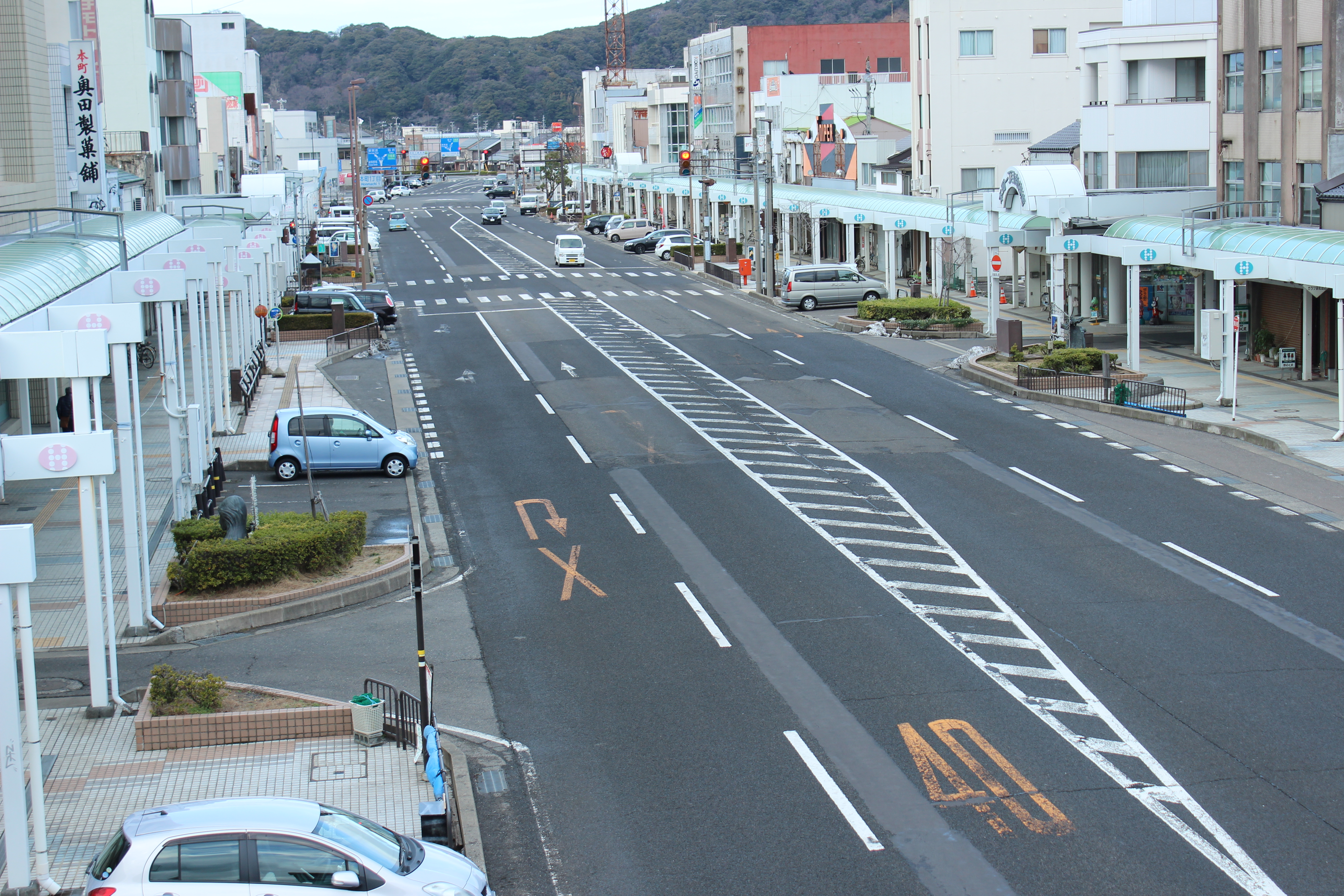
歩道拡幅事業を行う前の本町一丁目商店街（2017年1月）
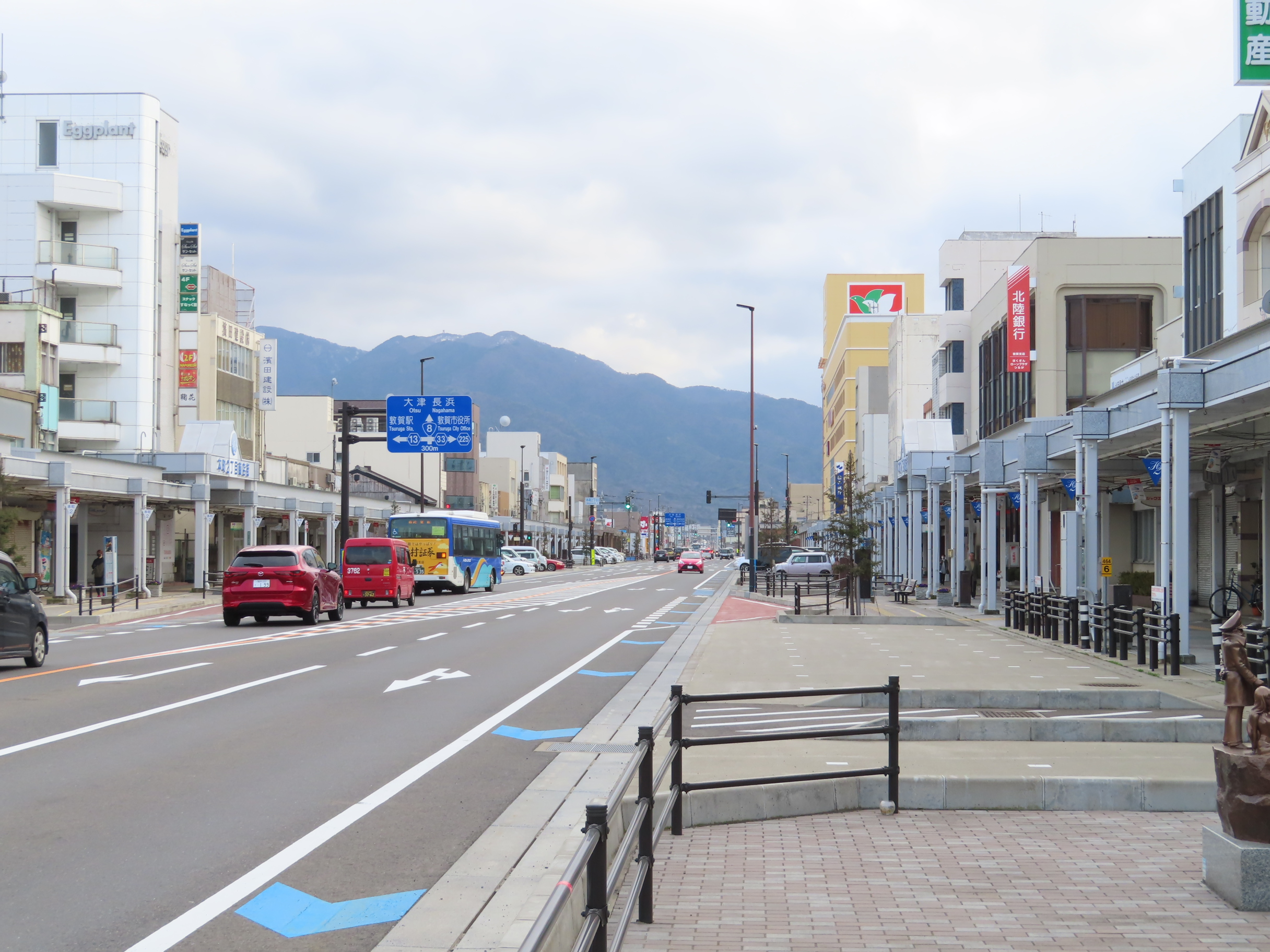
歩道拡幅事業が行われた後の本町二丁目商店街（2023年3月）

### 事業後の変化
- 道路は2車線に減少したが、歩道の幅は片側6.75 mに拡幅された（※従来は片側4.5 m）[11][関連文献 4][関連文献 5]。
- 急ブレーキの発生頻度が減少したことで、交通事故の発生率が減少した[関連文献 6]。
- 歩道や交差点に整備された歩行空間でイベントが開かれ、歩行者・自転車の通行量が増えた[関連文献 1]。
- 2021年（令和3年）7月に交通量調査が実施された。この時に「整備前（2018年(平成30年)7月）と比較すると所要時間は0.2分増えたが、新たな渋滞は発生しなかった」という調査報告が出た[関連文献 7]。

### 備考
- 氣比神宮の秋季例大祭にあたる「敦賀まつり」では気比神宮交差点で大立ち回りを見せるが、その交差点は交差点改良工事[関連文献 8]の対象となったため、歩道・車道境界用の柵（ガードパイプ）がその障害となる可能性があった[関連文献 5]。この件で福井県警察と何度も協議を重ねた結果、柵を取り外し可能なものとし、歩道・車道との段差を小さくすることで解決に至った[関連文献 5]。
- 本町商店街は2022年4月に「ほこみち」に指定されたが、道路占用許可基準が緩和される特例区域となったのは本町一丁目商店街のみであり、本町二丁目商店街はその対象には含まれなかった[新聞 6]。

## 活性化への取り組み

### 神楽べっぴん会
2017年に神楽町一丁目商店街の女性有志が結束して設立した団体の名称である。この会では、朔日市（）やマルシェの運営のほか、歴史ある店同士（例：和菓子店と日本茶専門店）のコラボレーション商品の開発、「神楽バッグ」と呼ばれるエコバッグを作成・販売するなど、斬新な企画を次々と実現している。なお、2021年には中小企業庁から「はばたく商店街三十選」に選出された。

### ほんいちマルシェ
本町一丁目商店街で2021年9月から毎月第2土曜に開催されるイベントの名称である。このイベントでは店先に各団体や個人がブースを出店するものであり、同商店街が（2022年4月に）「ほこみち」に指定された後は音楽イベントも定期的に行われるようになった。なお、本町二丁目商店街でも特例区域の適用実現に向け、飲食店の屋外出店などを実証実験で取り組んでいる。

## その他

### シンボルロード
敦賀駅前から本町を経て気比神宮に至る道は「シンボルロード」と呼ばれている。この道にあるモニュメントは、松本零士による漫画『銀河鉄道999』と『宇宙戦艦ヤマト』の名シーンを再現したものであり、敦賀駅前・本町二丁目・本町一丁目の各商店街に計28体（※『銀河鉄道999』が16体、『宇宙戦艦ヤマト』が12体）が1999年（平成11年）に設置された。なお、このモニュメントは敦賀港開港100周年記念事業を兼ねて設置されたものである。
補足・余談
- 松本は後年、敦賀市コミュニティバスのバス停看板のイラストデザインを手掛けている[注 5][19][20]。
- 本町通りで2車線化工事（先述）が行われた時は、モニュメントの一部が本町第三公園と敦賀赤レンガ倉庫横に一時移設された[注 6][新聞 12][新聞 13]。
- 2023年（令和5年）2月13日[21]に死去した松本の追悼企画として、同年2月24日 - 4月9日[22]に「ありがとう松本零士先生追悼写真展」が開催された[新聞 14]。

### ラーメン屋台
アーケード沿いは夜になると、敦賀ラーメンの屋台が並ぶ。

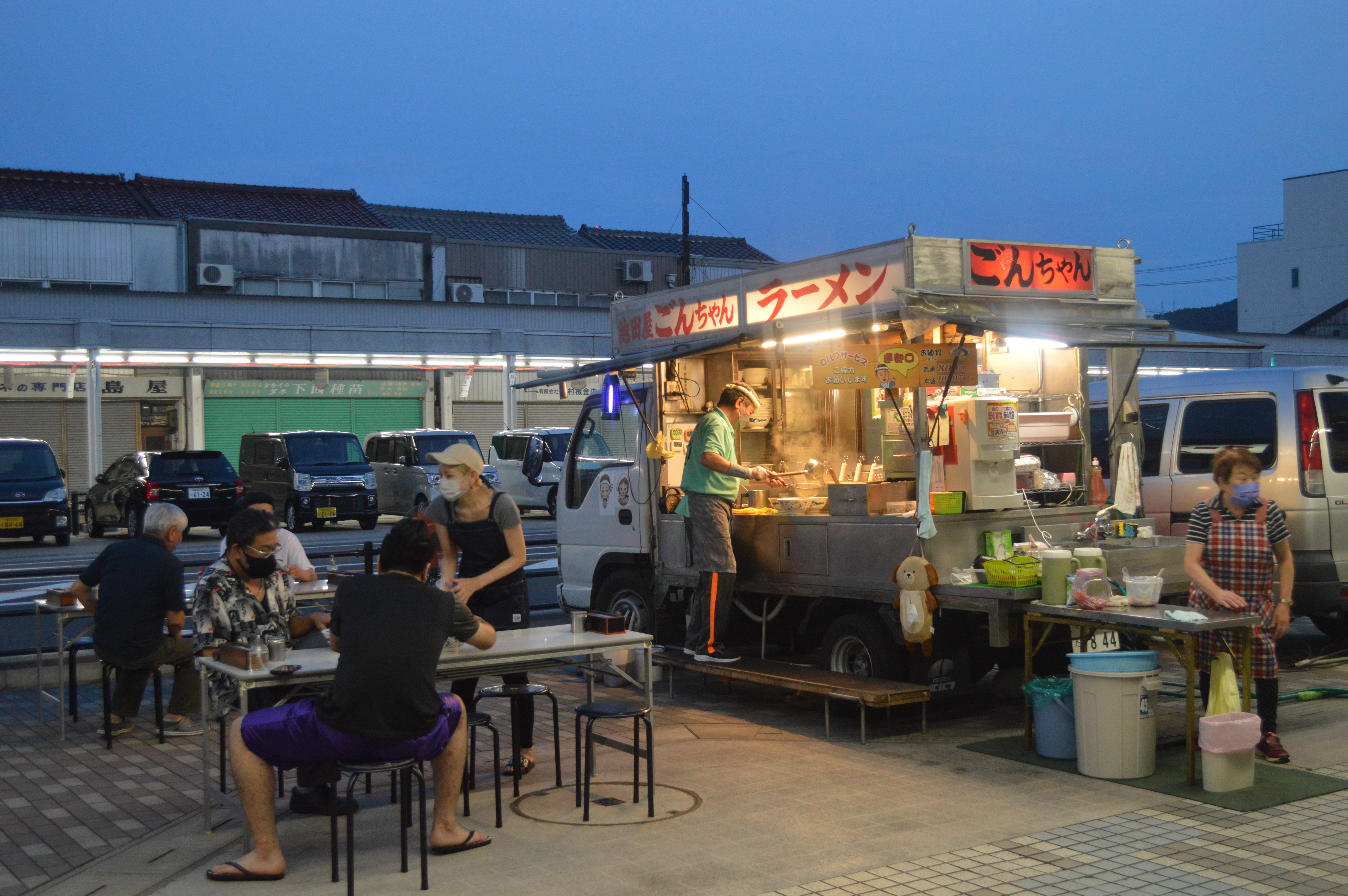
敦賀ラーメンの屋台（2022年8月、池田屋ごんちゃん）

### 敦賀まつり
氣比神宮の秋季例大祭。各商店街（※駅前商店街の［敦賀駅 - 白銀交差点］間を除く）が会場に含まれるため、交通規制が行われる。
※2020年 - 2022年は新型コロナウイルスへの感染拡大を防ぐため開催中止となったが、2022年は代替イベントとして「つるがこども縁日」、「HON-ICHI（）プロジェクト」、「相生祭」が開催された。